# The Serpent's Egg
«The Serpent's Egg» (в пер. з англ. «Зміїне яйце») — четвертий студійний альбом групи Dead Can Dance, випущений на британському лейблі 4AD в жовтні 1988 року. При записі альбому був використаний 58-струнний китайський інструмент янгчін.
Пісня «Господар Серафима» була згодом використана в таких фільмах як «Барака» Рона Фріка, «Легенди нічної варти» Зака Снайдера і «Імла» Френка Дарабонта.

## Список композицій
1. «The Host of Seraphim» — 6:18
2. «Orbis de Ignis» — 1:35
3. «Severance» — 3:22
4. «The Writing on My Father's Hand» — 3:50
5. «In the Kingdom of the Blind the One-Eyed Are Kings» — 4:12
6. «Chant of the Paladin» — 3:48
7. «Song of Sophia» — 1:24
8. «Echolalia» — 1:17
9. «Mother Tongue» — 5:16
10. «Ullyses» — 5:09